# モロナ・サンティアゴ県

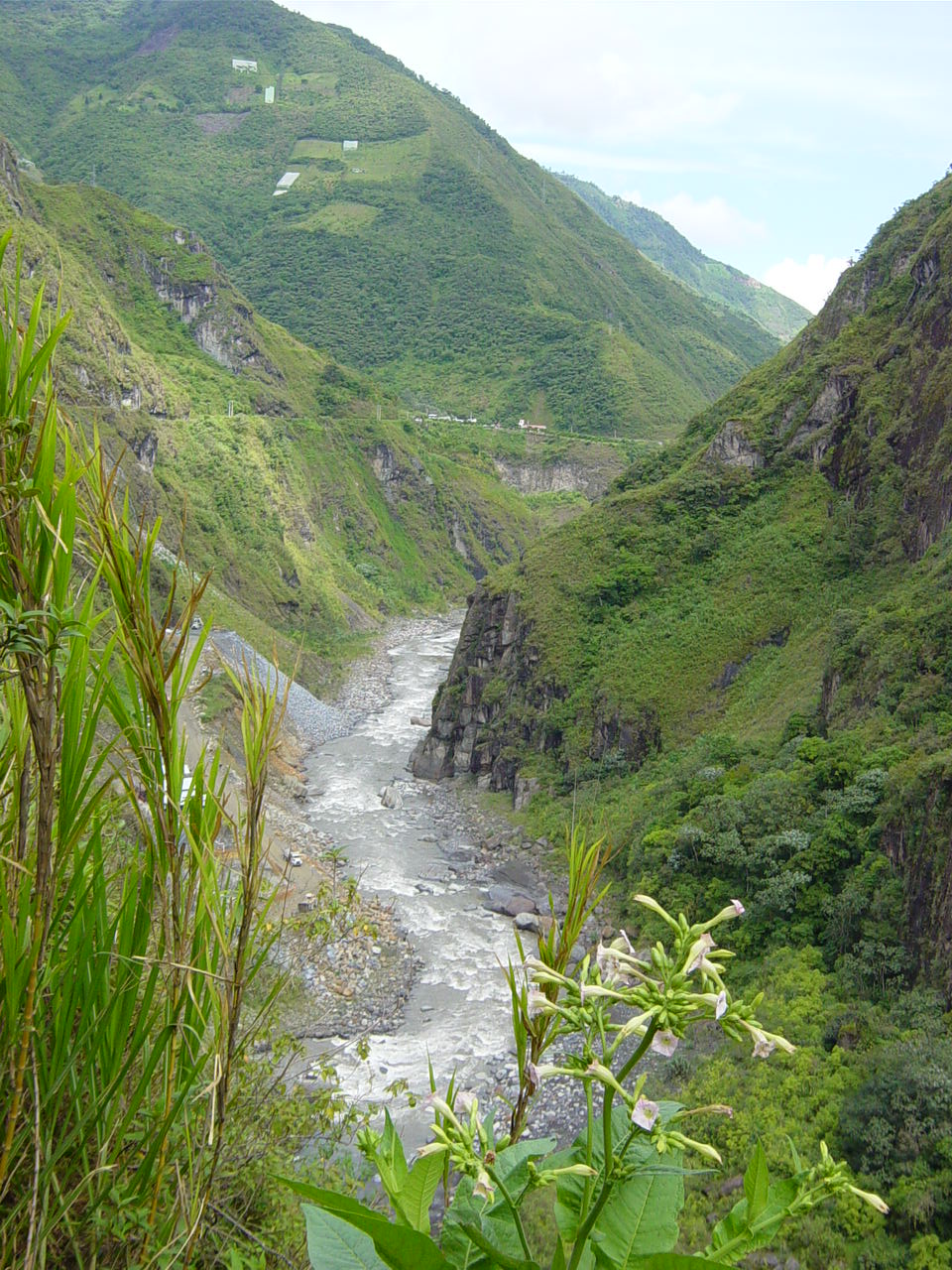
Baños付近のPastazas川

モロナ・サンティアゴ県 (モロナ・サンティアゴけん、スペイン語発音: [moˈɾona sanˈtjaɣo])は、エクアドルの県。1954年2月24日に設立された。県都はマカスである。
モロナ・サンティアゴ県の経済は、潜在力はあるものの輸送手段の未整備により開発が進んでいない。経済的には主に熱帯雨林における観光業に依存している。サンガイ国立公園と先住民の街であるShuaraが主な観光地である。
日本国外務省の海外安全ホームページによると、2009年にエクアドルのモロナ・サンティアゴ県及びパスタサ県において発見された数体の首無し死体について、切断された首はシュアル族の間に伝わる方法によって干し首にされ、インターネット販売されている可能性がある為、訪問の際には注意が必要である。

## 隣接する県
- トゥングラワ県
- パスタサ県
- ロレート県
- アマソナス県
- サモラ・チンチペ県
- アスアイ県
- カニャール県
- チンボラソ県

## カントン
モロナ・サンティアゴ県は12の カントンに分かれる。下記の表には、2001年国勢調査時点での各郡の人口と平方メートル (km2)での面積、郡都を表記する。
| カントン                   | 人口(2001) | 面積(km²) | 主都                                      |
| -------------------------- | ---------- | --------- | ----------------------------------------- |
| Gualaquiza                 | 15,288     | 2,203     | Gualaquiza                                |
| Huamboya                   | 5,965      | 653       | Huamboya                                  |
| Limón Indanza              | 10,192     | 2,101     | General Leonidas Plaza Gutiérrez          |
| Logroño                    | 4,621      | 1,218     | Logroño                                   |
| モロナ                     | 31,379     | 5,095     | マカス                                    |
| Pablo Sexto                | 1,188      | 1,371     | Pablo Sexto                               |
| Palora                     | 6,317      | 1,436     | Palora                                    |
| サン・ファン・ボスコ       | 3,131      | 1,047     | サン・ファン・ボスコ                      |
| サンティアゴ・デ・メンデス | 9,841      | 1,691     | サンティアゴ・デ・メンデス (サンティアゴ) |
| スクワ                     | 14,412     | 893       | スクワ                                    |
| Taisha                     | 13,078     | 6,090     | Taisha                                    |
| Tiwintza                   |            |           | Santiago                                  |